# Tănase Mureșanu
Tănase Mureșanu (n. 22 mai 1940, București – d. 6 martie 2007, Aubonne, Elveția, înhumat la Perișani) a fost un scrimer român. 
A cucerit medalia de bronz în proba de floretă la Criteriul mondial al tineretului din 1958 de la București, și un alt bronz la ediția din 1959, de data asta în proba de spadă. Apoi s-a specializat pe floretă. A fost campion mondial pe echipe la Havana în 1967 și laureat cu bronz pe echipe la Campionatele Mondiale din 1970. A participat la patru ediții ale Jocurilor Olimpice: Roma 1960, Tokyo 1964, México 1968 și München 1972.